# Sincrónico (banda)
Sincrónico era un grupo de rock alternativo originario de San José, Costa Rica. Fundado por Eduardo Carmona como un proyecto personal y prioritariamente electrónico en un principio, el grupo se caracterizó por fusionar un número considerable de géneros musicales que le dieron un sello sonoro distintivo dentro de la escena local costarricense. Después de haber experimentado una serie de cambios importantes en cuanto a su integración, y habiendo abordado brevemente la idea de publicar un EP, el grupo se desintegró a mediados de la década de los años 2010.

## Historia

### Inicios
Los inicios del grupo se dan en el año 2002, cuando el vocalista Eduardo Carmona se desempeñaba como bajista del grupo de rock costarricense Inconsciente Colectivo, grupo en el que se mantuvo por 7 años hasta su disolución, a principios del año 2004.
En ese entonces, todo consistía meramente en un proyecto personal de Carmona de música electrónica. Fue con el final de Inconsciente Colectivo que el proyecto empieza a tomar una forma más concreta paulatinamente, integrando al sonido electrónico que se venía gestando hasta el momento elementos propios del rock.

### Formación y debut
A mediados del 2004, Carmona empieza en solitario la producción del futuro primer álbum del grupo, Endógeno, ya con las canciones listas para grabación. Es aquí en donde se incorpora el 2.º integrante del grupo: Juan "Gnomo" Arce, en la guitarra.
A finales del mismo año se unen otros 2 músicos: Randall Grant en el bajo y Arturo Solís en la batería, quedando así conformado finalmente el grupo. Además, se une Susana Umaña en calidad de corista invitada, pero eventualmente llegaría a mantenerse en el grupo de manera estable. Así empezaron los primeros ensayos.

### Endógeno
Es en el 2005 cuando el grupo empieza a hacer sus primeros conciertos, obteniendo un recibimiento cálido por parte del público. Es en junio cuando el grupo forma parte del primer concierto de grandes proporciones en su carrera: el Festival Nacional de las Artes Heredia 2005.
Ya para el mes de septiembre Endógeno, quedó listo para su publicación, que sería el 5 de noviembre. Se eligió la canción "Cambiaría" como 1.er sencillo promocional y como 1.er video a realizarse. El disco contiene versiones nuevas de 2 canciones que aparecieron en el último disco de Inconsciente Colectivo, compuestas por Carmona: "Trenos" y "Nunca vencidos", esta última siendo dedicada a la memoria del periodista colombiano nacionalizado costarricense Parmenio Medina.

## Cambios y primeras distinciones
En los siguientes 2 años el grupo siguió cosechando éxitos, y a la vez empezó a sufrir ciertos cambios en su alineación: el guitarrista, Juan "Gnomo" Arce, se retiró por motivos laborales y de estudio en el 2006. Su posición vino a pasar poco después a Jason Parra.
Ese mismo año el grupo realiza su 2.º video, esta vez de la canción "Ella sigue", filmado en distintas locaciones de la capital. A la vez, recibe su primer premio: el Premio ACAM 2006 al Compositor/Autor Rock del Año, galardón otorgado por la Asociación de Compositores y Autores Musicales (ACAM).
En el 2007, el grupo experimenta otros cambios en la alineación; esta vez tratándose del bajista Randall Grant y la corista Susana Umaña, ambos abandonando el grupo en términos amistosos. Por esta situación el grupo entonces entra en un período corto de inactividad hasta encontrar a Jorge Garro, que tomaría el lugar de Grant.

## Actualidad
A través de su perfil oficial en la red social MySpace, Sincrónico recibió una invitación desde Argentina para participar en un disco homenaje al cantante Andrés Calamaro. Dicha participación consistía en hacer una versión de un tema del artista argentino, pero con el estilo propio de la banda.
El álbum fue promovido por www.camisetasparatodos.com, sitio de fanes de Calamaro desde el que se puede descargar gratuitamente todo el disco. Sincrónico estrenó "Output-Input" en vivo en noviembre del 2009 en un concierto masivo, gratuito y benéfico, realizado en el parque central de
San José.
El 2010 trajo nuevos cambios para Sincrónico: el proyecto se encontraba desde ese entonces en una etapa silenciosa por decisión propia de Carmona. A mediados del mes de octubre del 2011 el sitio oficial de la banda (www.sincronico.net) desapareció de manera definitiva, teniendo ahora sólo presencia en distintas redes sociales. Si bien para ese momento no se descartaba que el grupo pudiera genera más música, el grupo se desintegró silenciosamente al poco tiempo.
Eduardo Carmona se desempeña actualmente como bajista del grupo Sancrahua, fundada por él en conjunto con unas amistades a mediados de la década de los noventa.

## Integrantes
- Eduardo Carmona: Voz, guitarra rítmica, composición musical

## Integrantes pasados
- Jorge Garro: Bajo (2007–2010)
- Jason Parra: Guitarra (2006–2010)
- Susana Umaña: Coros (2004–2007)
- Juan "Gnomo" Arce: Guitarra (2004–2006)
- Arturo Solís: Batería (2004–2010)
- Randall Grant: Bajo (2004–2007)

## Discografía

### Álbumes de estudio
- Endógeno (2005)